# 陈景南
陈景南（1881年—？），又名荃三，字堯初，河南信阳光山縣人。中华民国政治人物，南京临时参议院、北京临时参议院议员，中华民国第一届国会参议院议员。

## 生平
陈景南早年留学日本早稻田大学政科。他还参加了中国同盟会。回国后，曾于1912年任南京临时参议院、北京临时参议院议员。此后又当选民元国会参议员。1912年8月，中国同盟会在北京改组为国民党，陈景南任国民党总务部干事。他还曾参加统一共和党。1913年2月3日，参议员陈景南等在参议院提出议案弹劾河南都督张镇芳“玩忽失职”，主张查办。本日参议院讨论该案，因共和党议员反对而作罢；同时湖北的河南籍军界、学界人士也向参议院请愿要求弹劾张镇芳，也被拒。
1915年冬，陈景南拜段正元为师。1916年，段正元创办道德学社，王士珍任社长，段正元任社师，陈景南任文牍礼。
抗日战争时期，陈景南曾任汪精卫政权北京市参议、北京市市长熊斌的顾问，还和天主教主教于斌有往来。1940年段正元去世后，其弟子雷保康和陈景南争夺道内领导权。雷保康失败，率部分社众在北京前京畿道6号另立道德学会，道德学社即由陈景南主持。中华人民共和国成立后，1952年11月北京市公安局取缔了“反动会道门”道德学社，逮捕“首恶分子”陈尧初、杨献廷等三人，205人声明退社。